# Pandémie de Covid-19 à Wallis-et-Futuna
 (février 2022).
La pandémie de Covid-19 est une crise sanitaire majeure provoquée par une maladie infectieuse émergente apparue fin 2019 en Chine continentale, la maladie à coronavirus 2019, dont l'agent pathogène est le SARS-CoV-2. Ce virus est à l'origine d'une pandémie, déclarée le 11 mars 2020 par l'Organisation mondiale de la santé.
La pandémie de Covid-19 à Wallis-et-Futuna démarre officiellement le 19 octobre 2020. À la date du 3 février 2022, le bilan est de 7 morts.
La pandémie de Covid-19 (en wallisien et en futunien kolonavilusi) touche la collectivité française d'outre-mer de Wallis-et-Futuna en octobre 2020 avec quelques cas importés, et se répand parmi la population en mars 2021. Pendant près d'un an, Wallis-et-Futuna demeurent le dernier territoire français (avec les TAAF) à être épargnés par le virus du SARS-CoV-2, notamment du fait de l'isolement du territoire. Toutefois, face à une population vulnérable et des moyens sanitaires très limités, les autorités décident en janvier de mettre en place des contrôles à l'aéroport de Hihifo. En mars, le territoire choisit de se couper du reste du monde et suspend les vols de passagers.
Une réouverture progressive de Wallis-et-Futuna débute alors, avec la reprise des vols commerciaux depuis la Nouvelle-Calédonie. Les passagers en provenance de métropole sont mis en quatorzaine dans des hôtels à Wallis. Un premier cas importé à Wallis confirmé est détecté le 16 octobre 2020, un deuxième un mois plus tard et un troisième le 24 novembre, mais ces quelques cas sont isolés en quarantaine et n'entraînent pas de contagion.
Un confinement général de deux semaines est instauré à partir du 9 mars 2021 et reconduit jusqu'au 6 avril. Les lieux publics, écoles, églises et commerces non-alimentaires sont fermés, les déplacements fortement restreints et soumis à attestation, les rassemblements de plus de trois personnes sont interdits et le port du masque dans l'espace public est obligatoire. Au 2 avril 2021, 410 cas et trois morts sont recensés : 400 à Wallis, fortement touchée, tandis que Futuna ne compte que 10 cas. Une campagne de vaccination est lancée à partir du 19 mars ; au 2 avril, 45% de la population est vaccinée.

## Contexte

### Un territoire isolé

Carte de la pandémie COVID-19 à Wallis en haut à droite et Futuna en bas à gauche (au 30 avril 2021).
150+ cas confirmés
1 à 50 cas confirmés

Wallis-et-Futuna est un territoire isolé dans l'Océan Pacifique. Ses seuls liens avec l'extérieur sont, à Wallis, une liaison aérienne entre l'aéroport de Wallis-Hihifo et l'Aéroport international de Nouméa-La Tontouta en Nouvelle-Calédonie, et le port de Mata Utu, ravitaillé régulièrement par des cargos. L'île de Futuna est encore plus isolée : seule une liaison aérienne la relie à Wallis.

### Une population à risque
Même si les deux îles restent préservées de la pandémie pendant plusieurs mois, les craintes sont grandes parmi les 11000 habitants, certains médias parlant même de « psychose ». En effet, la population wallisienne et futunienne est particulièrement à risque : « 70, 4 % des habitants sont confrontés à l’obésité, le diabète et les maladies cardiovasculaires sont les principales causes de décès. Il n’y a qu’un seul médecin réanimateur pour 11 000 habitants et l’archipel ne compte que sept médecins spécialistes ». Le territoire doit également envoyer les tests PCR en Nouvelle-Calédonie pour qu'ils soient analysés, avant l'acquisition d'une machine pouvant effectuer les tests sur place en mai 2020.
D'autre part, la diaspora wallisienne et futunienne est très nombreuse en Nouvelle-Calédonie, ce qui explique les liens forts et des flux importants de personnes entre ces deux territoires.

## La dernière collectivité français épargnée
Depuis le début de la pandémie de Covid-19 en France en 2020, plusieurs collectivités d'outre-mer sont touchées tour à tour par le virus. Toutefois, en mars 2020, Wallis-et-Futuna reste, avec Saint-Pierre-et-Miquelon, la dernière collectivité française à ne pas être touchée par le virus du SARS-CoV-2.

### Mesures préventives (janvier-février 2020)
Fin janvier 2020, alors que le virus commence à circuler « à une vitesse alarmante » dans la région du Pacifique Sud, des contrôles se mettent en place à l'aéroport de Hihifo (prise de température des passagers) pour détecter d'éventuels cas et 5000 masques sont commandés.
Le 23 février 2020, le ministre de la santé Olivier Véran déclenche le plan contre la pandémie de covid-19 ; comme le reste de la France métropolitaine et des territoires d'outre-mer, Wallis-et-Futuna passe en « stade 1 ». L'agence de santé du territoire met en place un protocole pour pouvoir prendre en charge un éventuel cas, dont la création d'une salle d'isolement dans l'aéroport de Hihifo. La collectivité garde son autonomie par rapport à la métropole pour gérer la situation sanitaire : le préfet, Thierry Queffelec, est en effet chargé de la sécurité du territoire. Un Comité de suivi du covid (COMIS), composé du préfet, d'élus, de responsables coutumiers et religieux, est mis en place.

### Fermeture de l'archipel (mars-avril 2020)

#### Arrêt des liaisons aériennes
Afin de préserver l'archipel, les autorités décident fin mars d'arrêter les vols de passagers en provenance de la Nouvelle-Calédonie (territoire où résident de nombreux Wallisiens et Futuniens, et unique liaison aérienne avec les deux îles) : à compter du 25 mars 2020, seul un vol de fret tous les dix jours est prévu. Les vols de passagers depuis l'extérieur sont suspendus, ainsi que les vols entre Futuna et Wallis. Pour Wallis et Futuna La Première, « le territoire s'est barricadé du reste du monde ».
Conséquence de la fermeture des frontières, environ 300 ressortissants sont bloqués en Nouvelle-Calédonie, aux Fidji ou en Australie, tandis que certains Calédoniens en vacances sur le territoire ne peuvent plus rentrer chez eux. Une quarantaine de personnes arrivées à Wallis en avion depuis des zones jugées à risques sont mises en quatorzaine à domicile.

#### Conséquences
En dépit de fortes inquiétudes au sein de la population, la vie quotidienne n'est que peu perturbée : les écoles restent ouvertes et le confinement décrété en métropole le 17 mars ne s'applique pas sur le territoire, qui est toujours au stade 1 de l'épidémie. Seuls les rassemblements de plus de cent personnes sont proscrits.
Fin mars, certains parents d'élèves décident de retirer leurs enfants des écoles et collèges par crainte de contagion dans le milieu scolaire. « Pour calmer les inquiétudes », le vice-rectorat décide de prolonger les vacances scolaires d'une semaine. À la rentrée le 20 avril 2020, seuls un tiers des élèves futuniens du lycée de Wallis-et-Futuna reviennent à Wallis, tandis que les autres restent à Futuna, par crainte de leurs familles.
L'isolement des deux îles fait craindre une pénurie de médicaments, l'agence de santé devant être approvisionnée très régulièrement,. Finalement, un cargo et un avion arrivent début avril pour ravitailler Wallis-et-Futuna.
Mi-avril, les autorités coutumières de la chefferie de Sagato Soane décident d'annuler toutes les cérémonies coutumières et les festivités lors des fêtes religieuses paroissiales, qui occupent une place importante dans la culture wallisienne et futunienne. Cette décision est « une première dans l'histoire du fenua [territoire] ».

### Ouverture progressive (mai-juillet 2020)

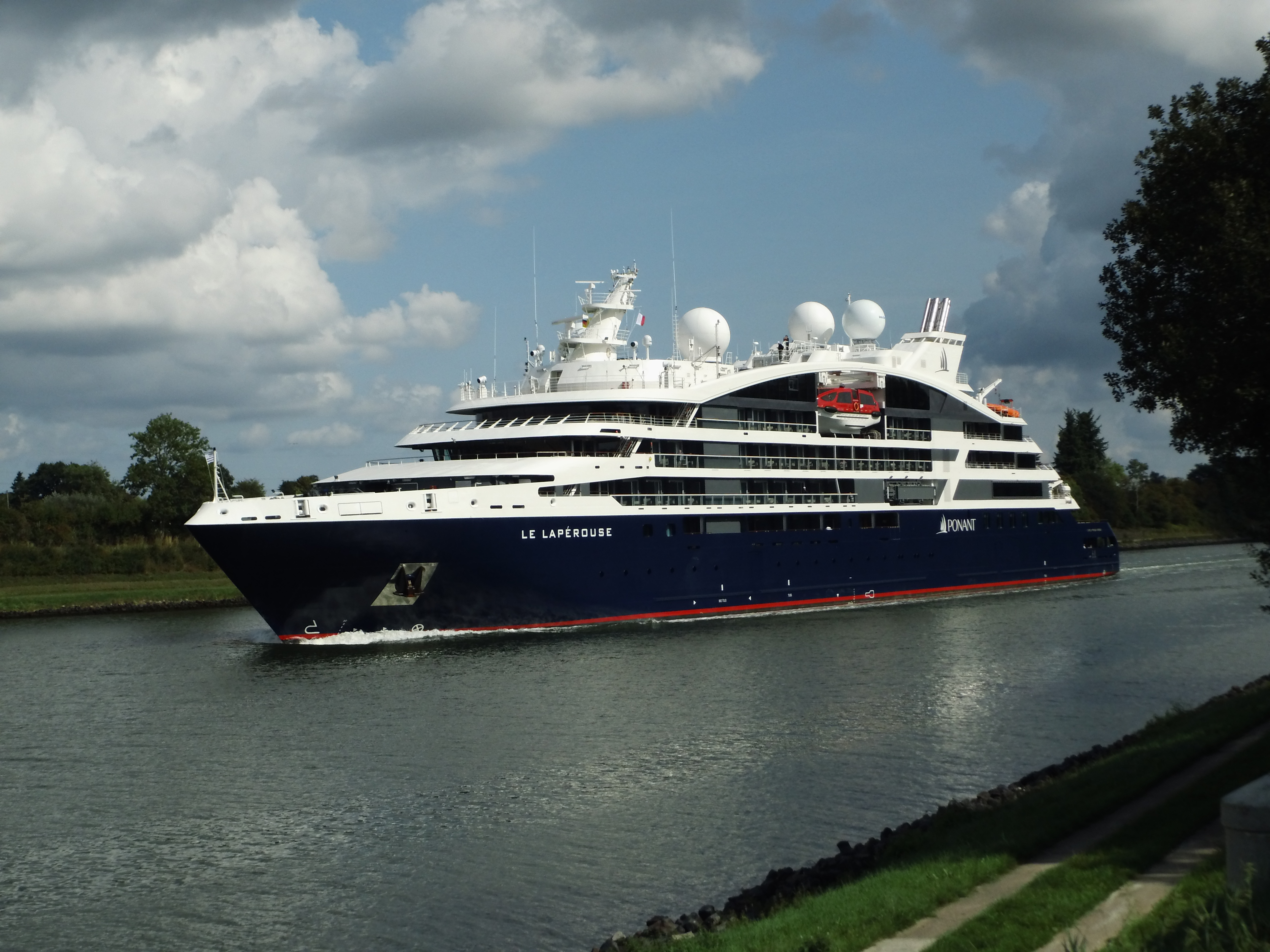
Le yacht de croisière Le Lapérouse (ici en 2018) est utilisé comme quatorzaine flottante pour rapatrier les résidents de Wallis-et-Futuna bloqués en Nouvelle-Calédonie en mai 2020.

#### Quarantaine flottante et rapatriements depuis la Nouvelle-Calédonie
En mai 2020, les autorités font appel à la compagnie du Ponant et à son yacht de croisière, le Lapérouse, pour aller rapatrier les quelque 300 Wallisiens et Futuniens bloqués en Nouvelle-Calédonie. Afin de garantir un isolement suffisamment long, le voyage est étalé quatorze jours au lieu des cinq habituels. Le premier voyage de cette « quatorzaine flottante », unique au monde, arrive à Wallis le 22 mai. Un appareil permettant de réaliser des tests PCR est acheminé à Wallis, mais à cause de sa lenteur, l'analyse des tests prend du temps et retarde la sortie de quatorzaine des passagers.
Le navire est à nouveau utilisé pour mettre en quatorzaine des passagers arrivés de Nouméa et de métropole par avion le 27 mai. Le 9 juin, 115 personnes sont autorisées à sortir de l'isolement au bout de 14 jours, leurs tests s'étant tous révélé négatifs. Au total, près de 200 ressortissants Wallisiens et Futuniens ont été rapatriés par avion. Néanmoins, les quelques-uns se trouvant dans des pays étrangers sont contraints d'attendre l'ouverture des frontières, comme six commerçants bloqués aux Fidji pendant près de trois mois qui sont finalement rapatriés le 15 juin par un vol spécialement affrété pour eux.
Fin mai, la collectivité commande 15 000 masques à des couturières locales pour se préparer à une éventuelle épidémie sur le territoire, pour un montant de 7,5 millions de francs Pacifique. L'État français fait parvenir 48 000 masques supplémentaires par fret mi-juin.
Lorsque le premier confinement prend fin en France métropolitaine, les liaisons aériennes reprennent progressivement, avec mise en quarantaine des passagers en provenance de métropole. Ceux originaires de Nouvelle-Calédonie, qui à ce moment-là n'a pas de cas de covid-19, peuvent rejoindre directement leurs familles. En juillet, c'est près de 5% de la population de Wallis-et-Futuna qui est passée par un sas d'isolement.
Le préfet, Thierry Queffelec, indique vouloir maintenir cette stratégie jusqu'à ce qu'un vaccin soit trouvé et distribué.

#### Conséquences économiques
Malgré la reprise des vols commerciaux, la pandémie de covid-19 entraîne une réduction de l'activité des entreprises wallisiennes et futuniennes, en particulier dans le secteur du tourisme. Une soixantaine d'entreprises reçoit des aides nationales ou territoriales.
Toutefois, la bulle aérienne entre Wallis-et-Futuna et la Nouvelle-Calédonie favorise le tourisme : ne pouvant plus se déplacer ailleurs, de nombreux Calédoniens décident de passer des vacances à Wallis. « Dans de nombreux secteurs économiques du territoire, l'activité tend à s'intensifier depuis les vacances scolaires de fin d'année [2020] » grâce à cet « effet covid ».

## Premiers cas importés (octobre 2020-février 2021)

### Premier cas contact (août 2020)
Le 1er août 2020, le premier cas contact est enregistré parmi les passagers d'un vol en provenance de Paris. Cette annonce provoque de vives inquiétudes dans la population, mais les tests PCR réalisés par la personne s'avèrent tous négatifs.

### Cas importés (octobre-février)
Le 15 octobre, un premier cas de covid-19 est enregistré : il s'agit d'un voyageur arrivé en avion de métropole dont le test PCR est positif. La personne est isolée à l'hôpital sous haute surveillance. Le 26 octobre, les autorités du territoire choisissent de laisser repartir le premier ancien patient après plusieurs tests négatifs, et l'archipel est déclaré à nouveau sans Covid. La procédure de dépistage est modifiée : désormais, un test PCR est réalisé sur les personnes confinées au 7e jour d’isolement, en plus du test à la fin des 14 jours, afin de mieux détecter les cas et obtenir l'autorisation légale auprès du juge des libertés d'une obligation à rester confiné une troisième semaine. Le 13 novembre, un nouveau cas de covid-19 est détecté parmi des passagers en quatorzaine, et un troisième est détecté le 24 novembre. Chaque personne positive est placée à l'isolement dans la seule chambre dédiée au coronavirus de l'hôpital de Wallis-et-Futuna à Sia.
Le 8 février 2021, quatre nouveaux cas sont détectés parmi les passagers en provenance de métropole. Les patients sont transférés à l'hôpital pour isolement, ce qui nécessite une réorganisation de l'hôpital et le report de certaines opérations. Cela porte le nombre de cas à neuf au total. À la suite de cette recrudescence de cas, et pour ne pas surcharger les structures hospitalières de Wallis-et-Futuna, les autorités locales obtiennent du gouvernement calédonien que la quatorzaine des passagers à destination de l'aéroport de Hihifo soit réalisée dans un hôtel en Nouvelle-Calédonie à partir du vol du 24 février 2021.
Le comité de suivi du covid (COMIS) est « chargé de filtrer les départs et les arrivées » du territoire ; il est nécessaire d'avoir un motif impérieux pour prendre l'avion. Ce comité décide si les motifs avancés sont valables et dresse une liste des passagers pouvant se rendre sur l'archipel ou le quitter.
Une campagne de vaccination est planifiée à partir de fin mars 2021 par les autorités, à réception des doses du vaccin Moderna.

## Propagation du virus et confinement (mars 2021)

### Multiplication des cas

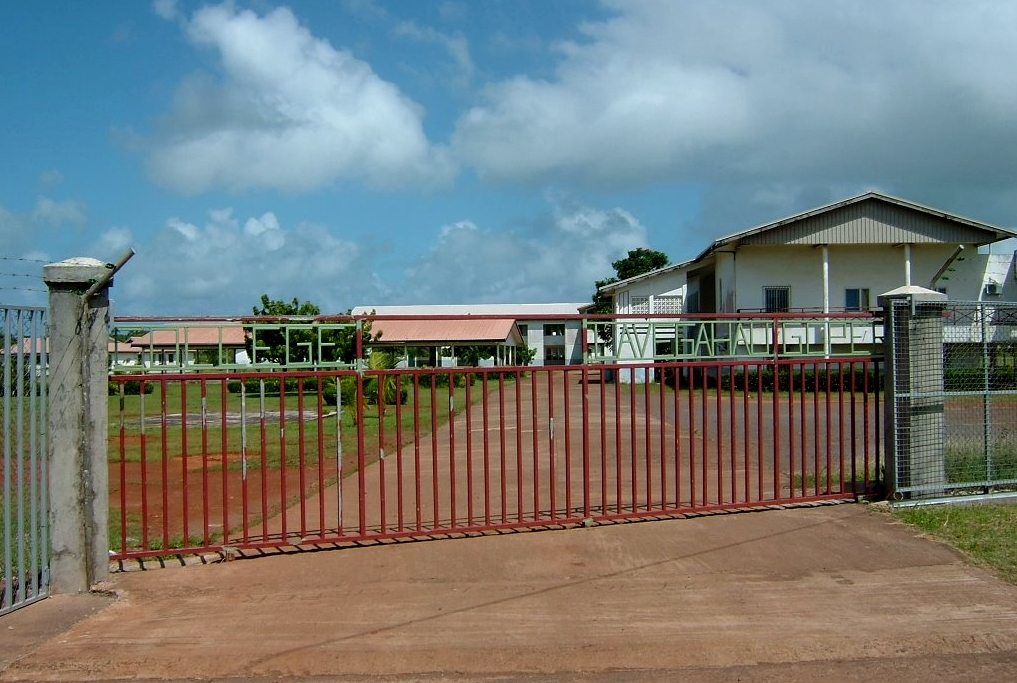
Le collège Vaimoana de Lavegahau, où travaillait le premier cas de covid local enregistré le 6 mars 2021.

La situation change à partir du 6 mars 2021. Un cas d'une personne atteinte du coronavirus est détecté à Wallis, dans un état grave nécessitant une hospitalisation. Le patient, placé en réanimation puis évacué vers la Nouvelle-Calédonie, est un personnel du collège de Lavegahau. Arrivé de métropole, il avait effectué une quatorzaine obligatoire jusqu'au 31 janvier. Néanmoins, « fin février, l'individu avait développé les premiers symptômes et avait donc contracté le Covid-19 à Wallis-et-Futuna, où le virus circulait à bas bruit "probablement depuis plusieurs semaines" ». Il s'agit du premier cas non-importé enregistré.
Les jours suivants, l'épidémie progresse rapidement parmi la population : 3 cas sont enregistrés le lendemain 7 mars, 19 cas (dont un à Futuna) le 8 mars, puis 36 cas le 9 mars au matin. Un confinement général de 14 jours est décrété à partir du 9 mars. Les déplacements sont interdits sauf « pour motif de santé, pour nourrir son bétail ou pour motif familial impérieux » (une attestation étant nécessaire), et ils ne peuvent se faire qu'à l'intérieur des districts : les déplacements entre les trois districts de Wallis sont prohibés. Le mercredi 10 mars, 67 cas positifs sont recensés ; ce chiffre atteint 129 cas le 11 mars et s'élève à 146, dont 4 à Futuna le 12 mars. La situation tend à se stabiliser samedi 13 mars, où 167 cas sont recensés (ce qui porte le total des cas depuis 2020 à 176). Au 13 mars, 20% de la population a été testée. Le 14 mars, les cas s'élèvent à 178 et 190 le 15. Le lendemain 16 mars, 237 cas sont répertoriés, une hausse de quarante-sept cas en 24h. Le 18 mars, 276 personnes sont déclarées atteintes, 291 le 19 et 302 le 20 mars. Le 21 mars, 308 cas sont recensés et 318 le 22. Le 23 mars, le nombre de cas s'élève à 329, et 341 le lendemain. Au 2 avril, 410 cas cumulés sont répertoriés.
Le 20 mars, l'épidémie cause un premier décès, un deuxième le 23 mars puis un troisième le lendemain. L'épidémie est en très grande majorité concentrée sur Wallis ; à Futuna, une dizaine de cas sont enregistrés et la situation est jugée stable fin mars.
| Cas confirmés de personnes atteintes de Covid-19 depuis mars 2021                                                      | 0 |  |
| Pour des raisons techniques, il est temporairement impossible d'afficher le graphique qui aurait dû être présenté ici. |   |  |

### Mesures

#### Confinement
Face à cette situation, l'administration supérieure instaure plusieurs mesures le 7 mars : les lieux publics, églises, écoles, restaurants et commerces sont fermés (sauf les commerces alimentaires) ; les rassemblements de plus de trois personnes sont interdits et les vols entre Futuna et Wallis sont suspendus. Le port du masque dans l'espace public devient obligatoire, et des masques sont distribués à la population. Le 18 mars, le confinement est prolongé de deux semaines jusqu'au 6 avril.
Une campagne de dépistage massif est lancée, débutant par les élèves et le personnel du collège de Lavegahau puis parmi la population wallisienne et futunienne.
Le gouvernement français envoie 72 personnels sanitaires en renfort et 6 tonnes de matériel pour aider Wallis-et-Futuna à faire face à l'épidémie, qui arrivent sur place le 17 et 18 mars.
Les écoles étant fermées, une continuité pédagogique se met en place à distance.

Le confinement est prolongé jusqu'au 25 avril 2021.

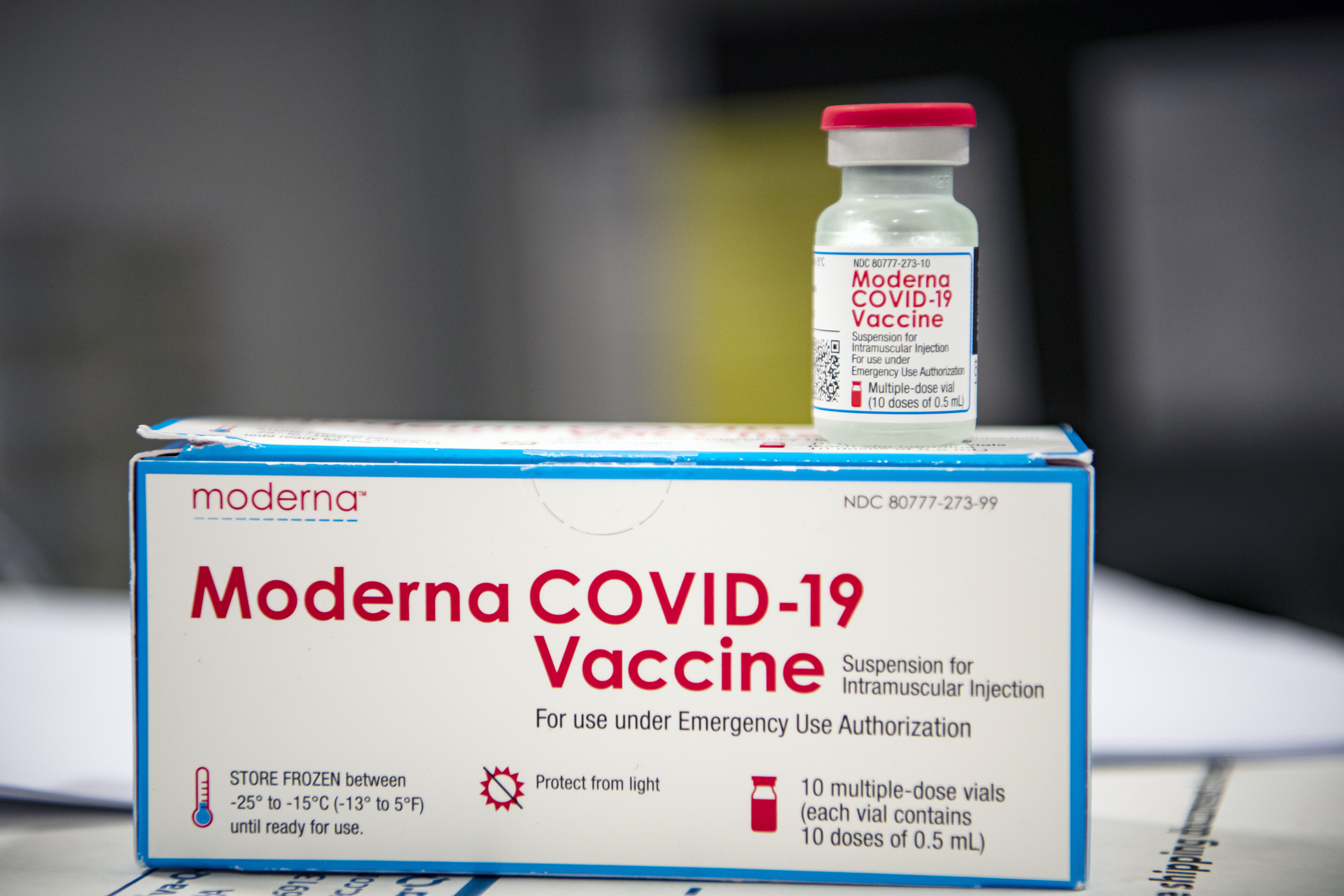
Le vaccin MRNA-1273 de Moderna contre le Covid-19.

#### Campagne de vaccination
Le ministre de l'outre-mer français, Sébastien Lecornu, annonce le 11 mars l'envoi de 18 000 doses du vaccin Moderna, afin de vacciner « toutes les personnes majeures qui le souhaiteront ». Cette stratégie diffère de celle mise en œuvre en France métropolitaine, mais s'explique d'après le ministère par la faible taille de la population et des facteurs importants de comorbidité (diabète et obésité) parmi les Wallisiens et Futuniens.
La campagne de vaccination débute le vendredi 19 mars, sur la base du volontariat. Certains chefs coutumiers appellent la population à se faire vacciner, mais certains y sont plus réticents, comme le sénateur Mikaele Kulimoetoke qui annonce qu'il ne veut pas se faire vacciner. Le roi coutumier (Lavelua) Takumasiva Aisake se fait vacciner le 20 mars. Le 24 mars, près de 1900 personnes sont vaccinées.Ce chiffre atteint près de 3800 personnes, soit 45% de la population, le 2 avril.

### Conséquences en Nouvelle-Calédonie
Le lendemain de l'annonce du cas détecté hors confinement, les autorités calédoniennes suspendent les vols entre Wallis et la Nouvelle-Calédonie.
Cette propagation de l'épidémie a également des conséquences en Nouvelle-Calédonie, où neuf cas de covid sont détectés parmi des passagers en provenance de Wallis. Craignant une circulation du virus parmi la population, les autorités décrètent un confinement de deux semaines à partir du lundi 8 mars à minuit.
Entre le 6 et le 30 septembre 2021, la Nouvelle-Calédonie compte 114 décès liés au Covid-19. La moitié de ces victimes appartient à la communauté wallisienne et futunienne. Cette situation souligne la fragilité des populations wallisienne et futunienne (comorbidités) et s'explique également par le faible taux de vaccination (environ un tiers de la population).

### Fin de l'épidémie (juillet 2021)
Le 16 juillet 2021, Wallis-et-Futuna est déclaré « exempt de circulation du virus » par le comité de suivi du covid-19 (Comis). « Après plus de deux mois sans aucun nouveau cas positif détecté, c'est un retour à la vie d'avant pour le territoire ». Les vols internationaux restent toutefois suspendus.

## Reste de l'année 2021
Les vols sont suspendus entre la Nouvelle-Calédonie et Wallis pendant deux mois, du 30 août au 18 novembre 2021. La situation provoque le mécontentement de certains habitants, qui demandent la réouverture de l'aéroport et la reprise des vols, pour rapatrier les passagers bloqués à l'extérieur et permettre les évacuations sanitaires.
La bulle sanitaire entre les deux territoires est ensuite réactivée. Après une fausse alerte au covid à Futuna (un test initialement positif se révélant finalement négatif) et la crainte que l'épidémie ne revienne sur cette île, des mesures supplémentaires sont mises en place avec trois jours d'isolement obligatoire à l'hôtel à l'arrivée.

## 2022
En juin 2022, l'épidémie de Covid-19 reprend sur le territoire. « Depuis le 27 juin [2022], 1.796 cas, dont 1.756 sur l'île de Wallis et 40 à Futuna, ont été comptabilisés ». Le pic de l'épidémie est atteint le 6 août. Le variant Omicron BA-5 circule.
Le 11 juillet, les mesures de protection aux frontières sont assouplies : l'obligation de huit jours de confinement à Nouméa avant le départ pour Wallis est supprimée, tandis que la présentation d'un test PCR au départ et d'un test antigénique à l'arrivée sont toujours exigés.
Le 10 août, de nombreux personnels de la télévision Wallis-et-Futuna 1ère sont malades, ce qui empêche la diffusion du journal télévisé local.